# Zelotes caprivi
Zelotes caprivi FitzPatrick, 2007 è un ragno appartenente alla famiglia Gnaphosidae.

## Etimologia
Il nome della specie deriva dalla regione geografica namibiana sul cui territorio è stato rinvenuto l'esemplare: il Dito di Caprivi.

## Caratteristiche
Questa specie appartiene all'humilis group, le cui peculiarità sono: l'embolus del maschio è breve, si origina distalmente ed ha anche una curvatura ventrale come nel laetus group; ne differisce per la forma e l'orientamento dell'apofisi mediana che è più ampia in questo gruppo ed è orientato in posizione centrale.
Dell'olotipo maschile rinvenuto non è stato possibile determinare la lunghezza totale in quanto danneggiato; la lunghezza del cefalotorace è di 1,67 mm e la larghezza è di 1,17 mm.

## Distribuzione
La specie è stata reperita nella Namibia settentrionale: l'olotipo maschile è stato rinvenuto 19 chilometri ad est di Omega, villaggio situato nel Dito di Caprivi, appartenente alla Regione dello Zambesi.

## Tassonomia
Al 2016 non sono note sottospecie e dal 2007 non sono stati esaminati nuovi esemplari.